# Nikola Radičević
Nikola Radičević (in serbo Никола Радицевиц?; Čačak, 25 aprile 1994) è un cestista serbo.

## Carriera
È stato selezionato dai Denver Nuggets al secondo giro del Draft NBA 2015 (57ª scelta assoluta).

## Palmarès
- Coppa di Slovenia: 1

Cedevita Olimpija: 2024